# Оливер-Керби, Бернадин
Бернади́н О́ливер-Ке́рби (англ. Bernadine Oliver-Kerby, род. 14 июня 1971 года, Гамильтон) — новозеландская теле- и радиоведущая, до декабря 2019 года была ведущей утреннего шоу с Джейсоном Ривзом на радиостанции Coast. Бернадин Оливер-Керби являлась ведущей информационно-аналитических выпусков One News и Newstalk ZB.

## Карьера
Её телевизионная карьера началась в Крайстчерче в 1991 году, где она вела подростковое телешоу «Жизнь в холодильнике существует». Затем в течение двух лет она работала репортёром на Кентерберийском телевидении. Будучи большой поклонницей спорта, включая нетбол, баскетбол, лыжи и водные лыжи, Оливер-Керби затем переехала на север, в Окленд, чтобы построить карьеру репортёра. Она вела репортажи о нетболе на канале One World of Sport и работала режиссёром на Moro Sports Extra.
Бернадин Оливер-Керби работала спортивным комментатором, освещала события Олимпиады в Атланте 1996 года, затем она освещала новости Олимпийских игр 2000 года в Сиднее, международные соревнования по нетболу и хоккею, Игры Содружества 2002 года в Манчестере и тестовые матчи All Blacks. Оливер-Керби была соведущей на канале One News и подменяла ведущих в других выпусках в течение недели, в том числе в вечернем выпуске One News at 6pm. Ветеран-комментатор Кит Куинн высоко оценил её трудное послематчевое интервью после того, как в 2003 году «All Blacks» неожиданно выбыли из полуфинала Кубка мира по регби, проиграв Австралии. В том же году она вела репортаж о победе национальной сборной по нетболу в Кубке мира на Ямайке.
Оливер-Керби вела спортивные новости на One News с 1998 года, а в 2004 году стала главной ведущей прайм-тайм новостей выходного дня. 
В 2005 году Оливер-Керби также снялась в одном из эпизодов документального фильма Неустрашимые путешествия телеканала TV One. В этом фильме она рассказывает о жизни людей в Хорватии. Оливер-Керби написала: 

Фермеры лишены земли, чтобы зарабатывать на жизнь, дети лишены естественной игровой площадки — какая расточительность. Я думаю о счастливых семьях, которые когда-то жили в развалинах [этих] домов.Оригинальный текст (англ.)Farmer robbed of land to make a living, children deprived of a natural playground — what a waste. I think of the happy families who once lived inside the ruins of homes.— 
В том же году Оливер-Керби пошла по стопам матери, перешла работать на Newstalk ZB и заменила Барри Холланда в качестве ведущей новостей в утренней программе «Завтрак Пола Холмса» (англ. Paul Holmes Breakfast, сейчас это The Mike Hosking Breakfast Майка Хоскинга).
С февраля по март 2006 года Бернадин Оливер-Керби вела программу New Zealand’s Brainiest Kid (с англ. — «Самый умный ребёнок Новой Зеландии») на телеканале TV Two.
В 2006 и 2016 годах Оливер-Керби была награждена премией NZ Radio Awards как лучший ведущий новостей. Оливер-Керби рассказала New Idea в 2011 году: 

Радио — это так мгновенно, и оно может быть везде. Люди могут слушать радио в душе, в ванной, в машине, застряв на мосту [Оклендской гавани].Оригинальный текст (англ.)Radio is so immediate and it can be everywhere. People can be listening to radio in the shower, in the bath, in the car, stuck on the [Auckland Harbour] bridge.— 
Она вела множество мероприятий в прямом эфире, от вручения национальных наград по регби до вручения наград Халберга (главная спортивная награда Новой Зеландии).
В октябре 2007 она ушла в декретный отпуск, и её заменила Кейт Хоксби. По возвращении из отпуска, Бернадин Оливер-Керби работала на радио неполный рабочий день. В июле 2009 года она ушла во второй декретный отпуск, и возвращалась только на время отсутствия Кейт Хоксби. Она продолжала работать в качестве дублёра в других выпусках новостей, а также замещала ведущую вечерних выпусков Венди Петри, пока Петри была в декретном отпуске в 2010 году. К 25 марта 2011 года она вернулась в шоу на полный рабочий день. С 2008 года до февраля 2016 года (когда телеканал TVNZ перешел на формат с одним ведущим) партнёром Оливер-Керби в информационно-аналитических выпусках на One News был Питер Уильямс.
Бернадин Оливер-Керби регулярно номинировалась на премию TV Guide «Best on Box» по результатам зрительского голосования, претендуя на титулы от «Лучшей ведущей новостей» до «Самой сексуальной женщины на телевидении». В 2010 году она была номинирована на приз «Выбор народа» на церемонии Qantas Film and Television Awards.
В 2010 году Оливер-Керби начала вести ребрендированную воскресную дневную спортивную передачу Skoda Game Onn на канале TV One. Шоу включало часовой сегмент Skoda Game On Extra Time, где она и Род Чизман (англ. Rod Cheeseman) анализировали события спортивной недели.
С 2011 по 2014 год Бернадин Оливер-Керби работала послом Фонда борьбы с детским раком, участвуя в национальных кампаниях.
Оливер-Керби стала лучшим диктором года на церемонии вручения премии New Zealand Radio Awards 2016.
20 февраля 2017 года Оливер-Керби покинула TVNZ.
С 2020 года она присоединилась к Sky Sports New Zealand. С 2022 года Оливер-Керби планирует принять участие в обновлённом шоу The AM Show с Райаном Бриджем, Мелиссой Чан-Грин и Уильямом Ваируа.
| Годы                   | Передача / шоу                         | Роль            |
| ---------------------- | -------------------------------------- | --------------- |
| 1989 — 1991            | LIFE (Жизнь в холодильнике существует) | Телеведущий     |
| 1992 — 2009            | One World of Sport                     | Репортёр        |
| 1993                   | Moro Sports Extra                      | Телережиссёр    |
| 1998 — настоящее время | TV One News                            | Диктор новостей |
| 2001                   | Breakfast                              | Репортёр        |
| 2005                   | Intrepid Journeys — Croatia            | Репортёр        |
| 2006                   | Самый умный ребёнок Новой Зеландии     | Телеведущий     |
| 2006                   | Премия Халберга                        | Телеведущий     |
| 2010 — 2011            | Skoda Game On — Extra Time             | Телеведущий     |
| 2010 — 2011            | Skoda Game On                          | Телеведущий     |

## Личная жизнь
Бернадин Оливер-Керби замужем за Марком Лендрумом. У них есть две дочери: Мейси Тесс (англ. Maisey Tess), родившаяся в декабре 2007 года, и Скарлетт Джессика (англ. Scarlett Jessica), родившаяся в августе 2009 года. Оливер-Керби отмечает трудности, связанные с совмещением работы и воспитанием детей: 

Хотя для меня это ужасные часы, для детей это здорово. Я встаю около 4 утра, на работу к 5 утра и домой к 9… У меня целый день с моими прекрасными детьми.Оригинальный текст (англ.)While it’s hideous hours for me, it’s great for the kids. I’m up around 4am, into work by 5am and home by nine … I’ve got all day with my beautiful babies.— 
В том же интервью она сказала:

больше не гонюсь за золотой медалью. Я уже получила её дома и на работе. Я больше ни о чём не мечтаю. Я полностью довольна. У меня есть две лучшие, на мой взгляд, работы.Оригинальный текст (англ.)not chasing the gold medal anymore. I’ve already got it at home and at work. I don’t wish for anything else. I am completely content. I have what I consider the best two jobs you can have.— 

## Награды
| Церемония                              | Номинация                                               |
| -------------------------------------- | ------------------------------------------------------- |
| 2016 NZ Radio Awards                   | Лучший диктор новостей                                  |
| 2010 Qantas Film and Television Awards | Номинирована на: Приз зрительских симпатий «Новая идея» |
| 2006 NZ Radio Awards                   | Лучший ведущий новостей                                 |